# 2966 Korsunia
2966 Korsunia је астероид главног астероидног појаса са средњом удаљеношћу од Сунца која износи 2,446 астрономских јединица (АЈ).
Апсолутна магнитуда астероида је 13,4.